# Шаповалов, Владислав Мефодьевич
Владислав Мефодьевич Шаповалов (30 ноября 1925 — 6 ноября 2020, Белгород) — русский писатель и публицист. Член Союза писателей СССР (1980).

## Биография
Родился в 1925 году в селе Васильковка Днепропетровской области Украинской ССР, в семье сельских фельдшеров. Через 10 лет семья переехала в Днепропетровск.
Участник Великой Отечественной войны. Прибавив себе год, в 1943-м записался в РККА, здесь был принят в комсомол, на фронте с апреля 1944-го: рядовой, номер расчёта роты противотанковых ружей 828-го стрелкового полка 197-й стрелковой дивизии, воевал на 1-м Украинском фронте, при форсировании Вислы был тяжело ранен.

В момент отражения контратаки противника в ночь на 3 августа 1944 года под ураганным артиллерийско-миномётным огнём противника доставил срочное боевое приказание и лично уничтожил 6 гитлеровцев.— из приказа на медаль «За отвагу», 6 августа 1944 года
Награждён Орденом Отечественной войны I степени (1985), медалями «За отвагу» (1944) и «За победу над Германией» (1945).
Вернувшись с войны, поступил на филологический факультет Днепропетровского госуниверситета, который окончил в 1952 году.
В 1952—1982 годах — 30 лет — работал учителем, завучем, директором сельской школы в Курской области.
В 1960-х годах занялся литературной деятельностью, получил признание как автор книг для детей. В 1980 году принят в члены Союза писателей СССР.
В 1982 году переехал в Белгород, активно работал в местной писательской организации.
Выступая против «перестройки» занимался публицистикой, в 1990 году подписал «Письмо 74-х».
В 1991 году занялся издательской деятельностью, организовал выпуск свыше 100 книг белгородских авторов.
С 1997 года — главный редактор белгородского литературного журнала «Звонница».
Известный как детский писатель, в позднем творчестве обратился к теме Великой Отечественной войны — повесть «Серые великаны» (1988), романы «Белые берега» (1989, журнал «Подъем», № 5-6), «По всей линии фронта» (2003), «Четвёртое поле» (2015).

Я считаю самым главным праздником День Победы. Столько для нее сделано… Все, что написано и снято о войне, и в малой доле не передает того ужаса, что она несет. Мы победили, но рано успокаиваться. Полная Победа наступит тогда, когда станут люди жить свободно и счастливо. Заканчиваю жизнь в трудное для страны время. Сейчас самым нужным и дефицитным для людей стала правда, к которой я и стремлюсь по мере своих скромных сил.— Владислав Мефодьевич Шаповалов

## Творчество
Автор более 30 книг для детей.
Дебютировал в 1963 году повестью «Мишка», опубликованной в киевском журнале «Пионерия». Затем последовали повести «Старый букварь» (1967), «Зачарованный бор» (1976), «Медвяный звон» (1982) и сборник рассказов «Дедушкины вечера» (1988).
Повесть «Старый букварь» выдержала девять переизданий в полмиллиона экземпляров, переведена на испанский, португальский, нидерландский языки.
Повесть «Медвяный звон» отмечена премией журнала «Подъем» за 1982 год, получила диплом Госкомиздата РСФСР как лучшее художественное произведение для детей и юношества.
Повесть «Зачарованный бор» отмечена премией журнала «Пионер» и Почётной грамотой ЦК ВЛКСМ.

## Публицистика
Автор около 300 статей на литературные, общественные и политические темы.
Как публицист выступил раньше, чем как писатель, — в 1962 году в «Учительской газете» была опубликована его статья «Для детей — хорошо, а для взрослых?» о специфике преподавания материала в школах рабочей молодёжи; автор статей в газете «Курская правда», в центральной московской газете «Правда» печатались его заметки о курских комбайнёрах.
После переезда в Белгород статьи регулярно появлялись на страницах газеты «Белгородская правда».
Во время «перестройки» публиковался по злободневным темам в центральных газетах и журналах.
Некоторые статьи:
- Мы и наши дети (О идеологии СССР и «холодной войне») // Белгородская правда, 3 декабря 1983
- Гласность при закрытых дверях // Литературная Россия, 9 октября 1987
- Сверхтиражи и «голодный паек» // Литературная Россия, 8 декабря 1989
- Землепродавцы (О приватизации земли) // Советская Россия, 21 декабря 1990
- Кто нас учит русскому языку // Молодая гвардия, № 2, 1991
- В крутое время // Красная звезда, 18 сентября 1991
- Нет оправдания // Советская Россия, 17 марта 1992
- Кому нужны войны? // Белгородская правда, 22 февраля 1996
- Землепродавцы (о проекте закона «Об обороте земель селхоз назначения») // Белгородская правда, 11 июня 2002
- К будущему — через прошлое! (О теме воссоединения Украины с Россией) // Звонница, № 5, 2004

## Награды
- Медаль «За отвагу» (1944)
- Медаль «За победу над Германией в Великой Отечественной войне 1941—1945 гг.» (1945)
- Медаль «В ознаменование 100-летия со дня рождения Владимира Ильича Ленина» (1970)
- Орденом Отечественной войны I степени (1985)
- Юбилейные медали к юбилеям Вооружённых Сил СССР и ко Дню Победы, в том числе «70 лет Победы»
- Знак Министерства культуры России «За достижения в культуре».
- Медаль «За заслуги перед Землей Белгородской» 1-й степени (2010)
- Почётный гражданин Белгородской области (2013)